# 小形正男
小形 正男（おがた まさお、1960年 - ）は、日本の物理学者。学位は、理学博士（学位論文「非線形系におけるソリトンのダイナミクス」）。東京大学教授。

## 来歴
東京生まれ。私立武蔵高校卒、東京大学理学部卒、1987年同大学院博士課程修了、「非線形系におけるソリトンのダイナミクス」で理学博士の学位を取得。東京大学物性研究所助手、助教授、同大学院理学系研究科教授。1991年スイス・Seymour Cray賞、1999年西宮湯川記念賞、2005年日本IBM科学賞受賞。

## 著書
- 『キーポイント多変数の微分積分』岩波書店 (理工系数学のキーポイント) 1960
- 『振動・波動』裳華房テキストシリーズ 1999
- 『量子力学』裳華房テキストシリーズ　2007
- 『物性物理のための場の理論・グリーン関数 量子多体系をどう解くか?』(臨時別冊・数理科学 SGCライブラリ142 サイエンス社, 2018.6
- 『物性物理のための場の理論・グリーン関数 [第2版] 量子多体系をどう解くか?』(臨時別冊・数理科学 SGCライブラリ193 サイエンス社, 2024.9

### 共著
- 『物理数学 1』(基礎物理学シリーズ)福山秀敏 朝倉書店 2003.3
- 『物理の世界』生井澤寛,波田野彰 改訂版 放送大学 2007.4
- 『量子物理』生井澤寛 放送大学 2009.3